# Северный Азадеган
Северный Азадеган — крупное нефтяное месторождение Ирана, выделен из месторождения Азадеган в 2006 году. Начальные запасы нефти составляют 950 млн тонн.
Оператором месторождения является китайская нефтяная компания CNPC. Согласно соглашению, китайская нефтяная компания CNPC обязалась развивать месторождение в двух фазах. Начало второй фазы будет зависеть от представления всестороннего плана CNPC и его одобрения NIOC. Проектный уровень добычи нефти должен составить 5,5-6,0 млн. тонн в год.